# Senningerberg
Senningerberg är en ort i Luxemburg. Den ligger i den centrala delen av landet, 8 kilometer nordost om huvudstaden Luxemburg. Senningerberg ligger 399 meter över havet och antalet invånare är 1 620.
Terrängen runt Senningerberg är platt åt sydost, men åt nordväst är den kuperad. Senningerberg ligger uppe på en höjd.  Runt Senningerberg är det ganska tätbefolkat, med 86 invånare per kvadratkilometer.. Närmaste större samhälle är Luxemburg, 8,1 kilometer sydväst om Senningerberg. 
Omgivningarna runt Senningerberg är en mosaik av jordbruksmark och naturlig växtlighet.